# Rotherwick
Rotherwick is een civil parish in het bestuurlijke gebied Hart, in het Engelse graafschap Hampshire met 564 inwoners.